# Итония
Итония, Итониас, Итонида (др.-греч. Ἰτωνία, Ἰτωνίας, Ἰτωνίς) — варианты эпиклесы богини Афины в греческой мифологии, произошедшие от города Итон во Фтиотиде, или от мифического Итона, сына Амфиктиона (царя или жреца, по мнению схолиаста). Культ Афины Итонии был особенно распространён в Фессалии, имелся также в Афинах и на острове Аморгос, а в Краноне проводился культовый фестиваль.
В одном из фрагментов Вакхилида написано, что Афина Итония покровительствовала не только войне, но и мирным искусствам, особенно поэзии.
Культ Афины Итонии каким-то мистическим образом связывал Афину с богом загробного мира Аидом, как указал Страбон, но Павсаний назвал Зевса. Возможно, её культ содержал элементы, схожие с таковыми в Афинах, и она почиталась богиней, которая способствовала плодородию и поэтому имела некоторое сходство с хтоническими божествами.
В Итоне у этого культа было знаменитое святилище и праздники, потому его также называли incola Itoni («житель Итона»). Оттуда культ распространился на Беотию, где она была главным божеством войны, и регион возле озера Копаида.
Когда после поражения в Италии Пирр победил в одном из сражений войска Антигона Гоната и его наёмников галатов, то посвятил в расположенный между Ферами и Ларисой храм Афины Итонии оружие галатов, а Зевсу в Додоне — щиты самих македонцев.

## Храм в Беотии
Возвратившись из фессалийской Арны после Троянской войны, беотийцы завладели Коронеей и построили на равнине перед ней святилище, одноимённое с фессалийским. Его упомянул Алкей в гимне.
Этот храм был местом встречи лидеров Беотийского союза, а в соседней священной роще устраивали Памбеотии. Он обладал правом убежища, так, после победы Агесилая II в битве при Коронее в храме укрылись некоторые из побеждённых воинов, но раненый Агесилай не тронул их.
Павсаний сообщил, что в храме были медные статуи Афины и Зевса работы Агоракрита, а его современники добавили статуи харит. Существовала легенда, что однажды жрица храма Иодама превратилась в камень, взглянув на голову Медузы на одеянии явившейся Афины. Этим объясняли ритуал, при котором женщина, ежедневно возлагающая огонь на жертвенник Афины, трижды повторяет по-беотийски, что Иодама жива и просит огня (возглас, вероятно, указывал на то, что Иодама — замёрзшая зимой растительная сила, которой для оживления нужна сила огня или солнца).
В 191 год до н. э. римского консула возмутила статуя Антиоха III, стоящая в святилище.